# Leptopelis parvus
Leptopelis parvus är en groddjursart som beskrevs av Schmidt och Robert F. Inger 1959. Leptopelis parvus ingår i släktet Leptopelis och familjen Arthroleptidae. IUCN kategoriserar arten globalt som otillräckligt studerad. Inga underarter finns listade i Catalogue of Life.